# Last of the Independents
Albums de The Pretenders
Packed!
(1990) The Isle of View
(1995)
Singles
1. I'll Stand by You
Sortie : 21 juillet 1994
2. 977
Sortie : 1994
3. Night in My Veins
Sortie : 1994

Last of the Independents est le sixième album studio des Pretenders, sorti le 9 mai 1994 au Royaume-Uni et le 10 mai 1994 aux États-Unis. 

## Liste des titres
| No  | Titre              | Auteur                                         | Durée |
| --- | ------------------ | ---------------------------------------------- | ----- |
| 1.  | Hollywood Perfume  | - Chrissie Hynde - Billy Steinberg - Tom Kelly | 3:55  |
| 2.  | Night in My Veins  | - Hynde - Steinberg - Kelly                    | 3:15  |
| 3.  | Money Talk         | Hynde                                          | 3:38  |
| 4.  | 977                | - Hynde - Steinberg - Kelly                    | 3:54  |
| 5.  | Revolution         | Hynde                                          |       |
| 6.  | All My Dreams      | Hynde                                          | 3:12  |
| 7.  | I'll Stand by You  | - Hynde - Steinberg - Kelly                    | 3:59  |
| 8.  | I'm a Mother       | - Hynde - J.F.T. Hood                          | 5:18  |
| 9.  | Tequila            | Hynde                                          | 1:13  |
| 10. | Every Mother's Son | Hynde                                          | 3:41  |
| 11. | Rebel Rock Me      | Hynde                                          | 3:08  |
| 12. | Love Colours       | - Hynde - Steinberg - Kelly                    | 4:32  |
| 13. | Forever Young      | Bob Dylan                                      | 5:04  |

## Musiciens
- Chrissie Hynde : guitare, chant
- Adam Seymour : guitare
- Andy Hobson : basse
- Martin Chambers : batterie
- Robbie McIntosh : guitare
- Andy Rourke : basse
- Ian Stanley : orgue, claviers
- J.F.T. Hood : batterie
- Jim Copley : batterie
- David Paton : basse
- Tom Kelly : basse, piano, guitare
- London Gospel Choir : chœurs.